# Pfarrkirche Etsdorf am Kamp

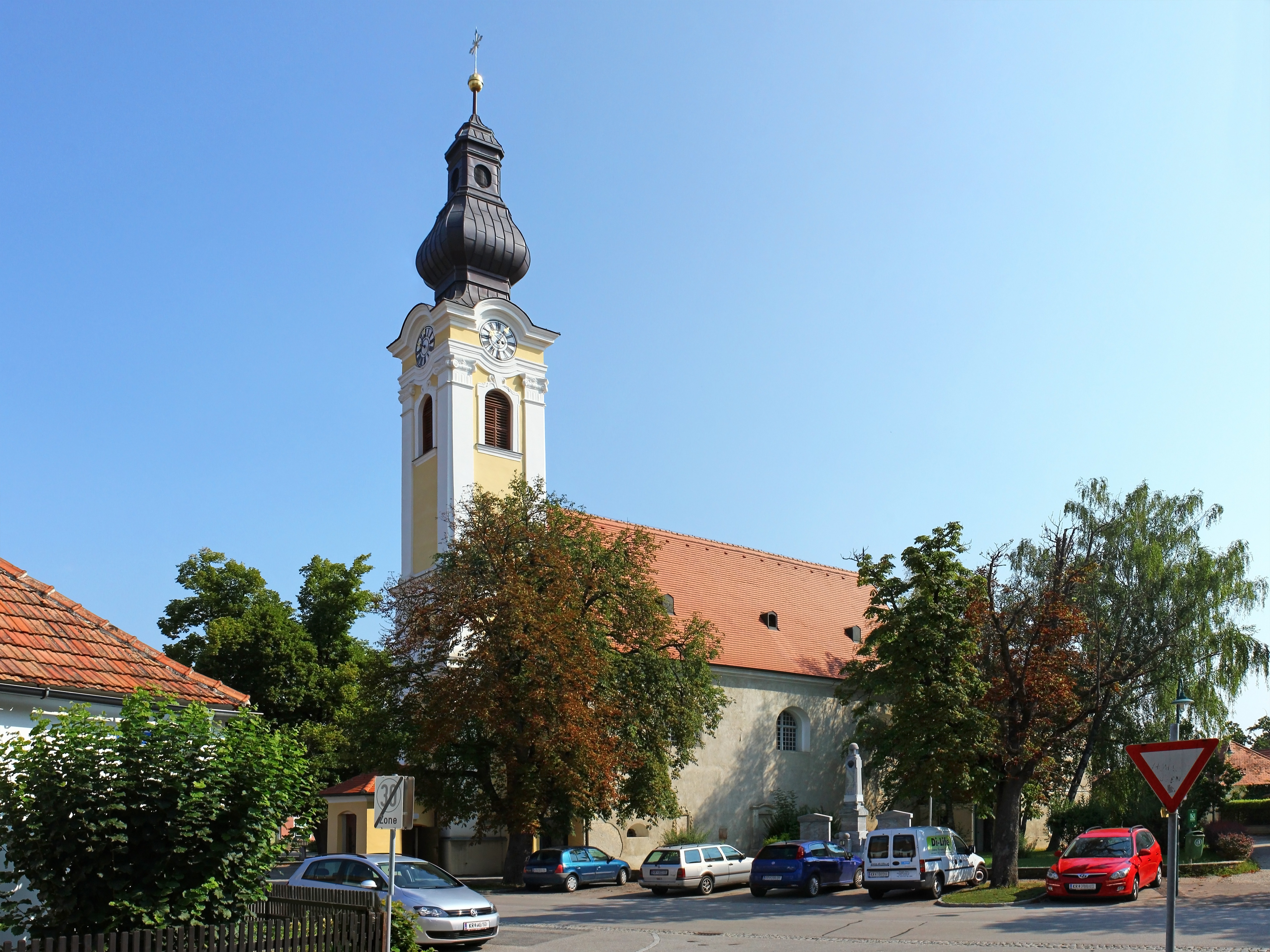
Kath. Pfarrkirche hl. Jakobus der Ältere in Etsdorf am Kamp

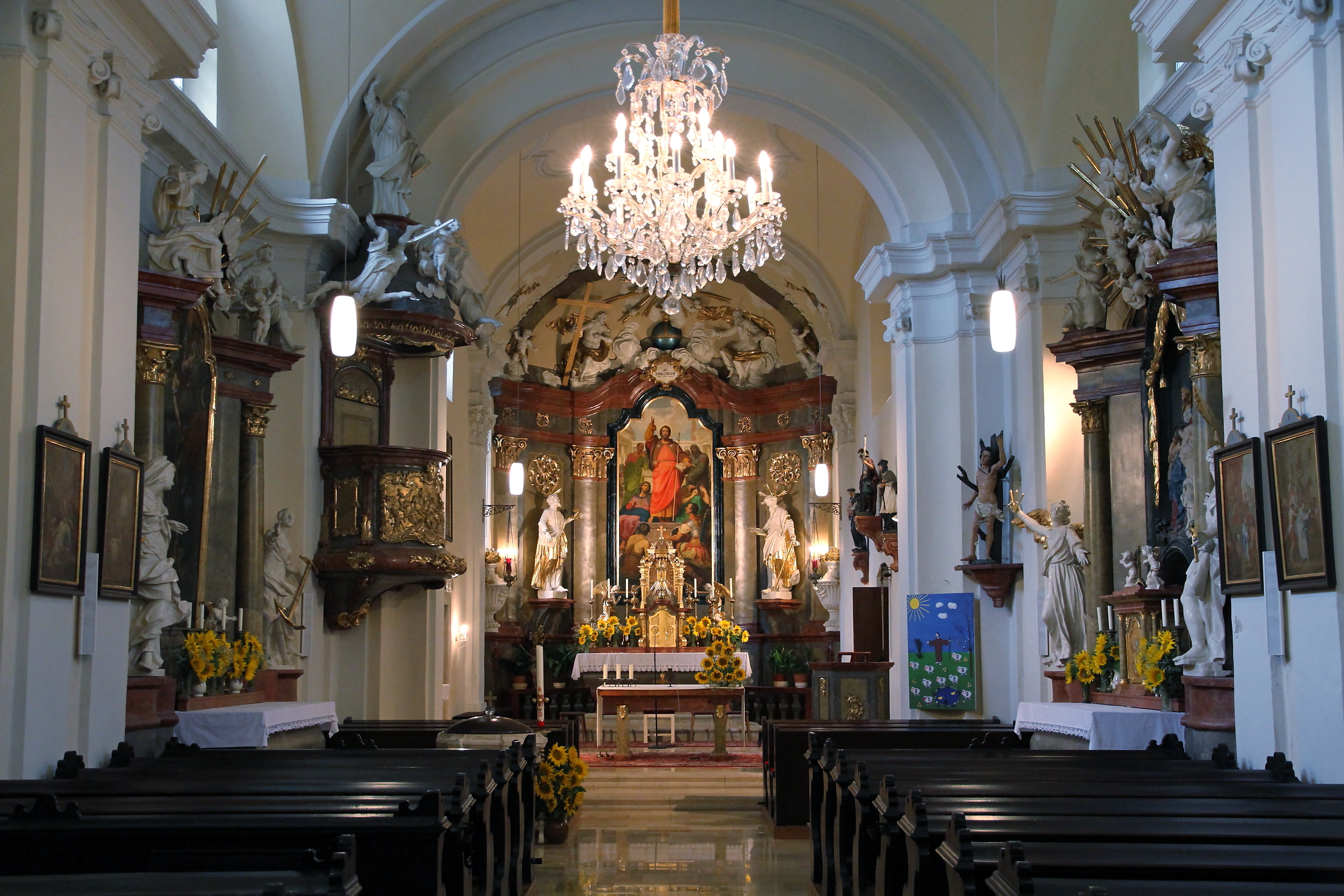
Im Langhaus zum Chor

Die römisch-katholische Pfarrkirche Etsdorf am Kamp steht an der Durchfahrtsstraße des Ortes Etsdorf am Kamp in der Marktgemeinde Grafenegg im Bezirk Krems-Land in Niederösterreich. Die dem heiligen Jakobus der Ältere geweihte Kirche gehört zum Dekanat Hadersdorf im Vikariat Unter dem Manhartsberg der Erzdiözese Wien. Die Kirche steht unter Denkmalschutz.

## Geschichte
Ein Vikariat wurde für die erste Hälfte des 12. Jahrhunderts angenommen. Urkundlich wurde 1231 eine Lehenspfarre des Bistums Passau genannt. Die Pfarre wurde 1803 landesfürstlich.

## Architektur
Der barocke Saalbau mit einem mittelalterlichen Kern hat einen gotischen barockisierten Chor und einen barocken Westturm.

## Ausstattung

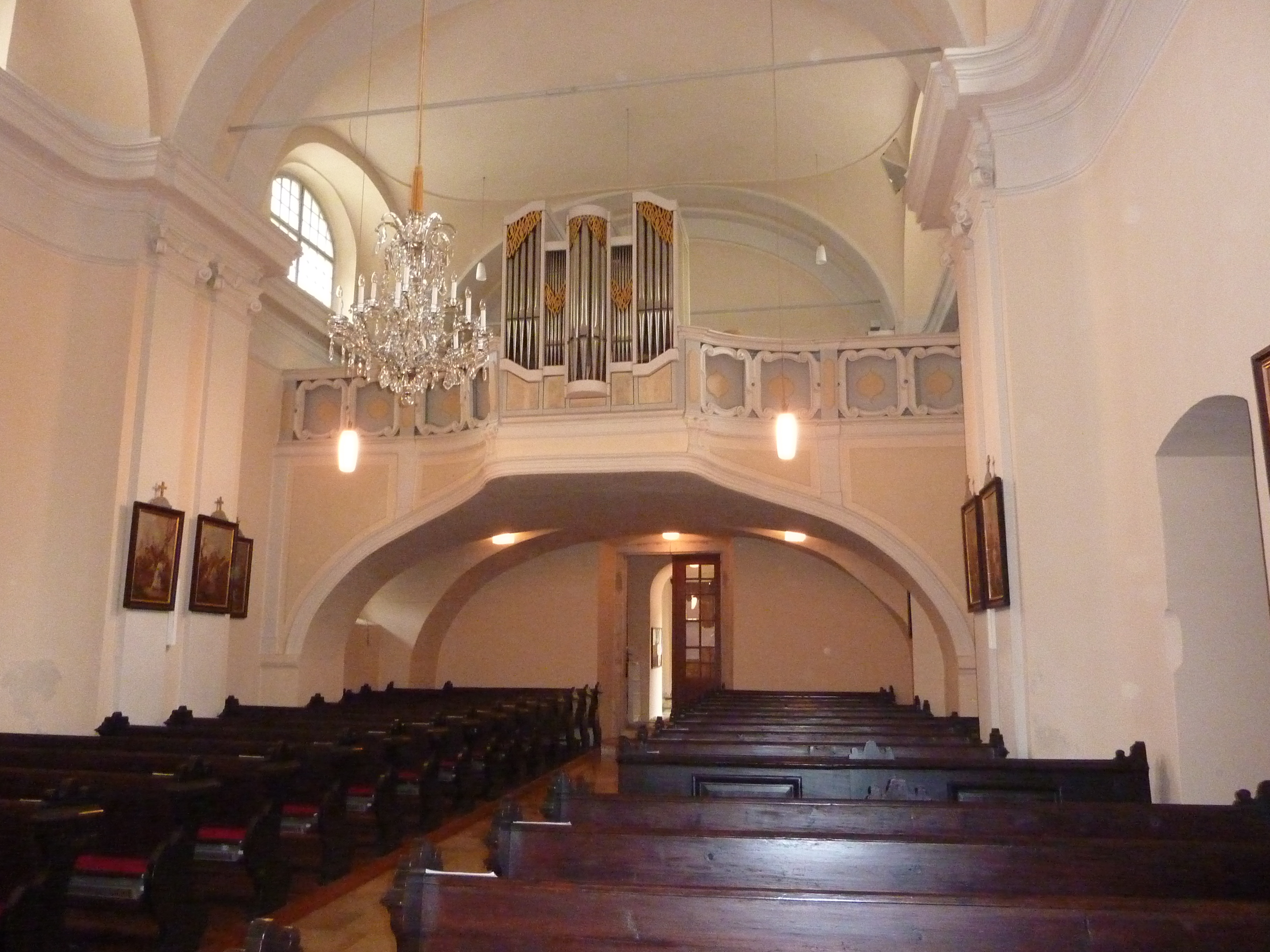
Hradetzky-Orgel 1976

Der Hochaltar um 1770 als in die Apsis eingepasster dreistufiger Wandaufbau zeigt das Hochaltarblatt hl. Jakobus, gemalt von Josef Kessler (1876).
Die Orgel mit 10 Registern (10/II/P) baute Gerhard Hradetzky (1976).